# Fortpflanzung der Koniferen
Koniferen (Nadelhölzer) sind Samenpflanzen. Ihre Samenanlagen sind offen zugänglich, nicht in einen Fruchtknoten eingeschlossen. Sie sind daher Nacktsamer (Gymnospermen). Typisch für die Koniferen sind die im Reifezustand verholzten Zapfen, zwischen deren Schuppen sich die Samen befinden. Bei den Eibengewächsen (Taxaceae) und Kopfeiben (Cephalotaxus) sind sie allerdings bis zur Unkenntlichkeit abgewandelt. Die Besonderheiten bei der Fortpflanzung der Koniferen von der Blüte bis zur Bildung und Verbreitung der Samen sollen im Folgenden exemplarisch am Beispiel der Waldkiefer (Pinus sylvestris) dargestellt werden; auf andere Nadelhölzer wird kurz hingewiesen.

## Bau der männlichen Blüten

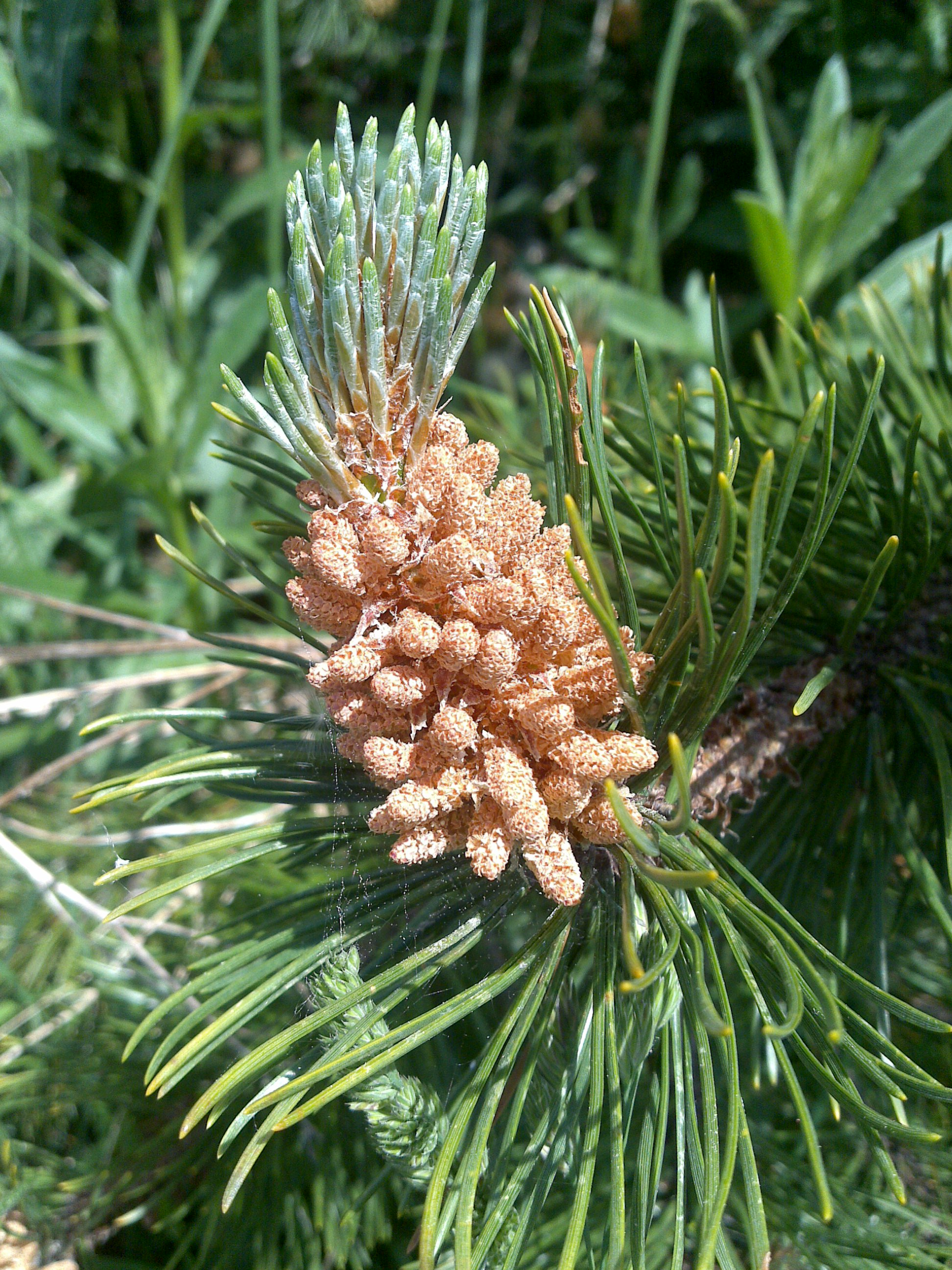
Zweig einer Kiefer mit männlichen Blüten
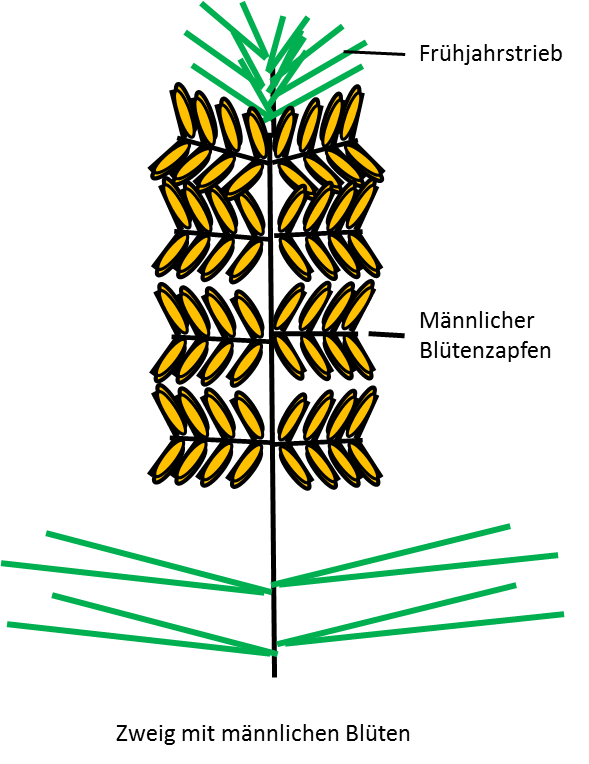
Zweig mit männlichen Blüten, schematisch dargestellt
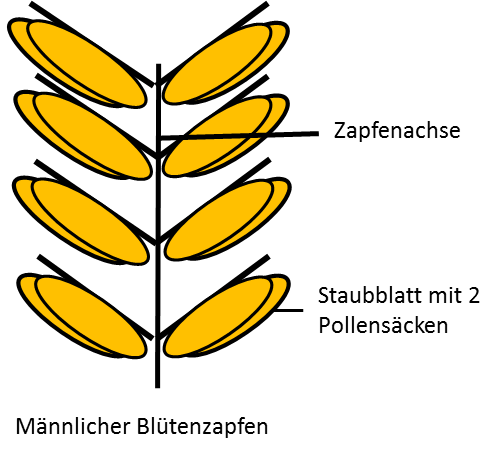
Schematische Darstellung einer männlichen Blüte

Wie fast alle Koniferen sind die Kiefern getrenntgeschlechtlich und einhäusig, d. h. es gibt männliche Blüten und weibliche Blüten auf einer Pflanze. Die zapfenartigen männlichen Blüten stehen in größerer Zahl an der Basis von neuen Langtrieben. Sie fallen nach der Blütezeit ab. Wenn später dieser Langtrieb austreibt, hat der Zweig dort eine kahle Stelle.
Eine männliche Blüte besteht aus einer zentralen Achse, um die spiralig die Staubblätter angeordnet sind. Jedes Staubblatt trägt an seiner Unterseite zwei Pollensäcke, in denen große Mengen von Pollenkörnern gebildet werden. Die Pollenkörner entwickeln sich aus Pollenzellen, die ihrerseits durch Meiose aus Pollenmutterzellen entstanden sind. Sie haben also nur einen Chromosomensatz; sie sind haploid. Durch teilweise Ablösung der äußersten Schicht der Exine (widerstandsfähige Außenschicht um das Pollenkorn) entstehen an den Pollenkörnern je zwei Luftsäcke, die der Verbreitung durch den Wind und wohl auch zur korrekten Anlagerung an die Mikropyle der Samenanlage dienen.
Zur Blütezeit wird dermaßen viel Pollen freigesetzt, dass er auf Pfützen häufig eine gelbe Schicht bildet; der Volksmund spricht von Schwefelregen.

## Bau der weiblichen Blüten und Blütenstände

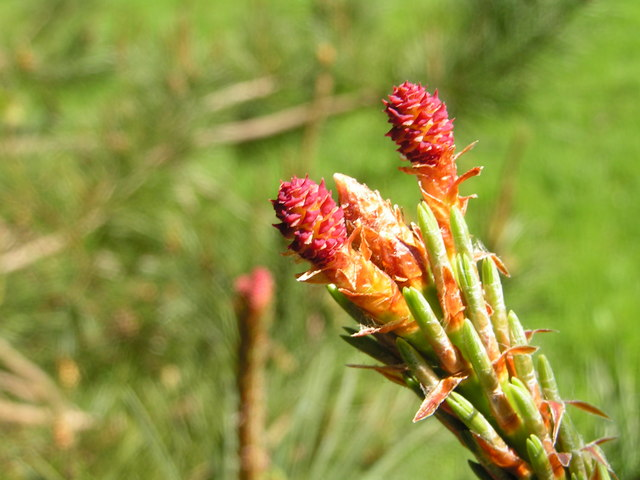
Weibliche Blütenzapfen einer Kiefer
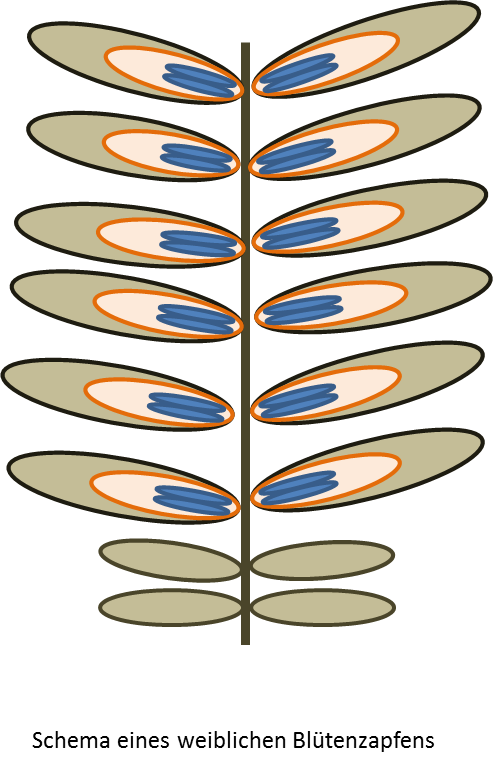
Weiblicher Blütenzapfen, schematisch dargestellt
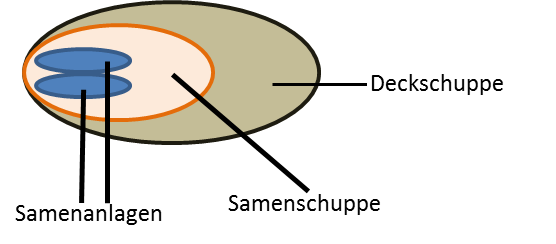
Weibliche Zapfenschuppe

Weibliche Blütenzapfen stehen einzeln aufrecht an der Spitze eines Neutriebs. An der Zapfenachse stehen Deckschuppen, die bei der Kiefer spiralig um die Spindel angeordnet sind. In der Achsel jeder Deckschuppe steht eine kleinere Samenschuppe, die zwei Samenanlagen trägt, und die einen zur weiblichen Blüte umgewandelten Seitentrieb darstellt. Der ganze Blütenzapfen ist demnach anders als der männliche Blütenzapfen ein Blütenstand mit vielen Blüten.
Für die Homologie der Samenschuppe mit einem Seitentrieb spricht zum einen die Stellung in der Achsel der Deckschuppe (= Tragblatt), da bei Samenpflanzen Seitentriebe immer aus Blattachseln entspringen (Homologiekriterium der Lage). Zum anderen hatten die ausgestorbenen Voltziales, die als Vorfahren der Koniferen gelten, prinzipiell ähnliche weibliche Blütenstände, aber anstelle der Samenschuppen einen Seitentrieb mit mehreren Schuppenblättern und einigen gestielten Samenanlagen (Homologiekriterium der Kontinuität).
Da die Samenanlagen frei zugänglich auf den Samenschuppen liegen und nicht in einen Fruchtknoten eingeschlossen sind, handelt es sich bei den Kiefern wie bei allen Koniferen um Nacktsamer. (Gegensatz: Bedecktsamer).

## Die Bestäubung
Die Bestäubung erfolgt durch den Wind. Die Kiefern produzieren so viel Pollen, dass einige Pollenkörner auch zwischen die zur Blütezeit weit geöffneten Schuppen der weiblichen Zapfen geraten und dort ganz nach unten ans basale Ende der Samenanlagen rutschen. Bei vielen Koniferen erleichtern bestimmte Oberflächenstrukturen an den Deck- und Samenschuppen diesen Vorgang und die Pollenkörner rutschen auf vorgefertigten Bahnen an die richtige Stelle. Dort sorgen ein ausgeschiedener Bestäubungstropfen und zangenartige Fortsätze der Samenanlagen dafür, dass das Pollenkorn festgehalten wird und in die richtige Position kommt, um einen Pollenschlauch ins Innere der Samenanlage zur Eizelle wachsen zu lassen. Dies geschieht aber erst im kommenden Frühjahr. Mit der Anlagerung des Pollenkorns ist die Bestäubung vollzogen. (Bei den Bedecktsamern dagegen wird der Pollen auf ein spezielles nach außen gerichtetes Organ, die Narbe auf dem Griffel, übertragen.)

## Die Befruchtung
Nach der Bestäubung wächst das Pollenkorn zu einem in die Samenanlage eindringenden Pollenschlauch aus. Bei der Kiefer geschieht das aber erst im darauffolgenden Frühjahr.
Der Pollenschlauch bezieht die zum Wachstum nötigen Nährstoffe aus dem Gewebe der Samenanlage und wächst so lange weiter, bis sein vorderes Ende in der Nähe einer Eizelle angekommen ist. Er besteht aus mehreren Zellen, darunter zwei Spermazellen, von denen aber nur eine zur Befruchtung kommt.
Jede Samenanlage ist von einer Hülle (Integument) umgeben, die den sogenannten Nucellus umschließt. In einer erkennbar größeren, besonderen Zelle im Inneren des Nucellus, der Embryosackmutterzelle, findet die Meiose statt; nur eine der vier dabei entstehenden haploiden Zellen bleibt übrig und entwickelt sich zum vielzelligen sogenannten Embryosack weiter. In diesem entstehen mehrere Archegonien mit je einer Eizelle. Verschmilzt diese mit einer Spermazelle aus einem Pollenschlauch, so stellt dieser Vorgang die Befruchtung dar. Die befruchtete Eizelle (Zygote) und die aus ihr entstehenden Zellen haben zwei Chromosomensätze, einen aus der Ei- und einen aus der Spermazelle, sie sind diploid. Nur eine befruchtete Eizelle pro Samenanlage entwickelt sich zum Embryo weiter.

## Die Bildung der Samen und die Reifung der Zapfen
Durch Teilungen der befruchteten Eizelle entsteht der Embryo, der mehrere Keimblätter und eine Keimwurzel besitzt. Der haploide Embryosack wird zum Nährgewebe, das im Samen den Embryo umgibt (primäres Endosperm). Vom Nucellusgewebe bleibt bis zur Samenreife kaum etwas übrig, nur die äußersten Schichten werden zusammen mit dem Integument zur harten Samenschale. Die Flügel, die für die Windverbreitung von Bedeutung sind, werden von der Samenschuppe gebildet.
Nach der Bestäubung schließen sich die Zapfen, indem sich die Schuppen dicht aneinander legen und durch Harz verklebt werden. So können sich die Samen bis zur Reife völlig geschützt entwickeln. In dieser Zeit wachsen auch die Samenschuppen zu ihrer endgültigen Größe heran, während die Deckschuppen bei den Kiefern völlig verkümmern.

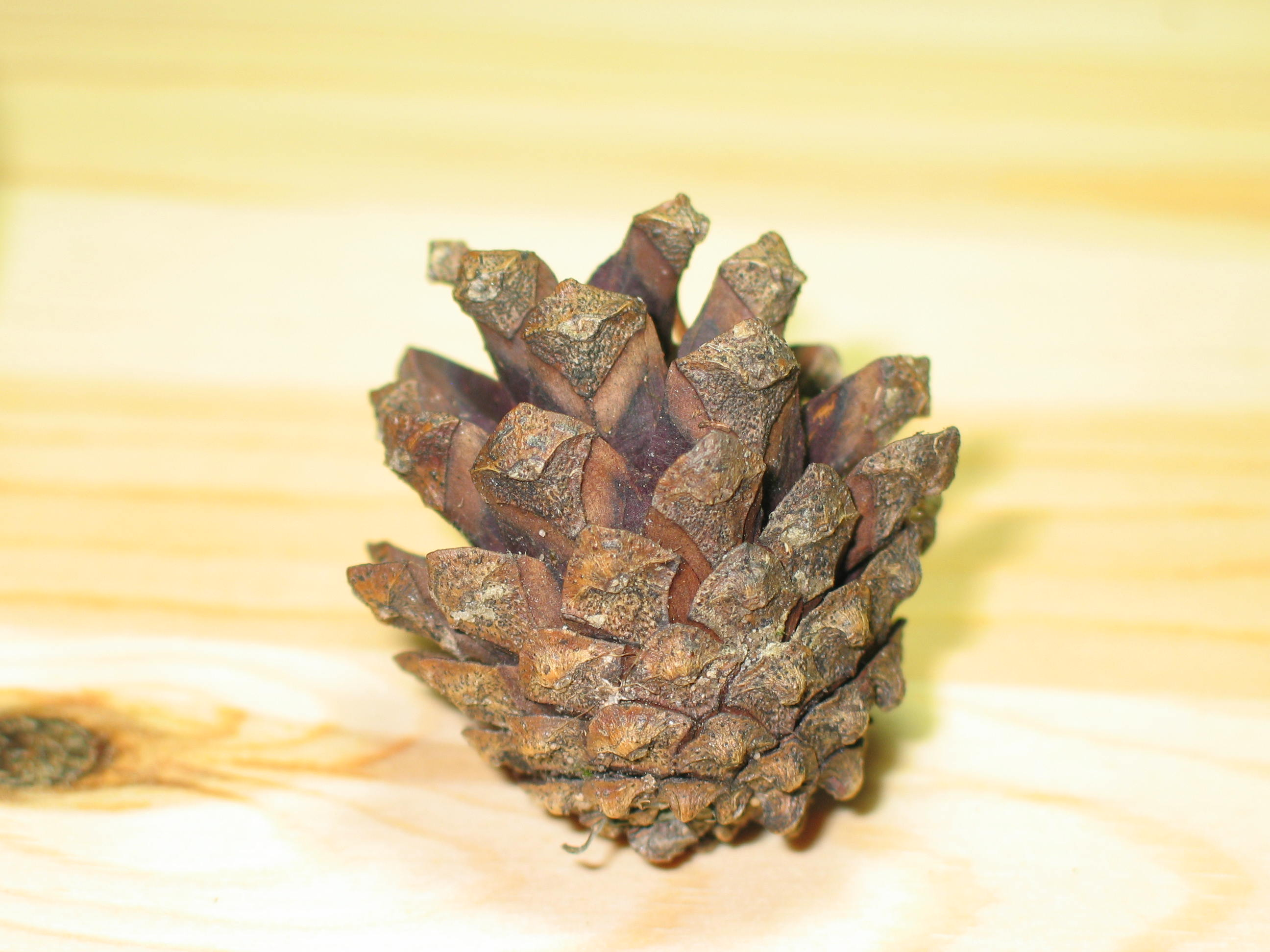
Offener Kiefernzapfen

Die reifen Zapfen mit den fertigen, geflügelten Samen öffnen sich bei Trockenheit und schließen sich bei Feuchtigkeit. So wird erreicht, dass die geflügelten Samen nur bei günstigem Wetter ausfallen und vom Wind verbreitet werden. Später fallen die Zapfen ab. Ein Teil der Samen wird durch Tiere verbreitet, z. B. Spechte und Eichhörnchen, die die Zapfen öffnen, einen Teil der Samen verzehren und die restlichen fallen lassen oder als Nahrungsvorrat verstecken und einige vergessen. Koniferen, die ganz an die Verbreitung durch Tiere angepasst sind, haben große Samen ohne Flügel.
Während viele anderen Koniferen reife Samen innerhalb einer Vegetationsperiode bilden, braucht die Kiefer erstaunlich lange dafür: Im ersten Jahr erfolgt die Bestäubung, ein Jahr später erst die Befruchtung und im dritten Jahr sind die Samen reif.

## Das Öffnen und Schließen der Zapfen

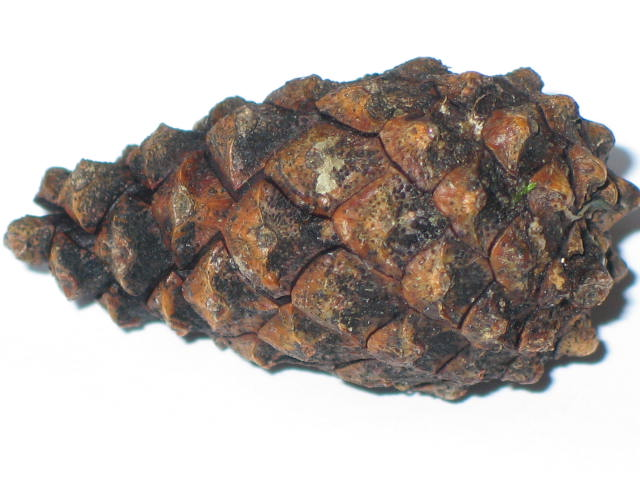
Geschlossener Kiefernzapfen

Wie viele andere Koniferenzapfen öffnen sich die reifen Kiefernzapfen bei Trockenheit und schließen sich bei Nässe. Zu diesem Zeitpunkt bestehen die Zapfenschuppen nur noch aus totem Holz und die Bewegungen erfolgen rein passiv. Nur der basale Teil der Schuppen nahe bei der Zapfenachse ist für die Bewegung verantwortlich, der Rest der Schuppe wird mitgenommen.
Solche hygroskopischen Bewegungen kommen generell dadurch zu Stande, dass sich Wassermoleküle an polare oder geladene Gruppen der enthaltenen langgestreckten Makromoleküle (Lignin, Cellulose, Hemicellulose) anlagern. Da sie in Bündeln angeordnet sind, werden sie seitlich auseinander gedrängt, sie quellen. In ihrer Längsrichtung dagegen vergrößern sich die Faserbündel nicht. Deshalb hängt es von der Menge und der Ausrichtung dieser quellbaren Bestandteile ab, auf welche Weise sich das Pflanzenmaterial durch Wassereinlagerung dehnt.
Die dicken Zellwände der Schuppenunterseite (= Außenseite) dehnen sich bei Nässe weit stärker aus als die Schuppenoberseite (= Innenseite). Daraus resultiert eine Einwärtskrümmung der Schuppen und der Zapfen schließt sich. Bei Trockenheit findet der umgekehrte Vorgang statt, das Wasser wird wieder abgegeben, die Schuppen biegen sich nach außen und der Zapfen öffnet sich. Der Vorgang ist auch bei längst abgefallenen, viele Jahre alten Zapfen noch zu beobachten und kann beliebig wiederholt werden. Wenn man trockene Zapfen in Wasser legt, dauert es etwa zwei Stunden, bis sie geschlossen sind.
Es gibt aber auch Kiefernarten, deren reife Zapfen jahrelang geschlossen am Baum hängen bleiben, z. B. die Pitch Pine in New Jersey, USA. Deren Zapfen öffnen sich erst bei Temperaturen, die nur bei einem Waldbrand erreicht werden. Auf diese Weise fallen die Samen auf einen von Zweigen und Laub freien, gedüngten Boden und haben dadurch gute Keim- und Wachstumsbedingungen.

## Die Zapfen anderer Koniferen

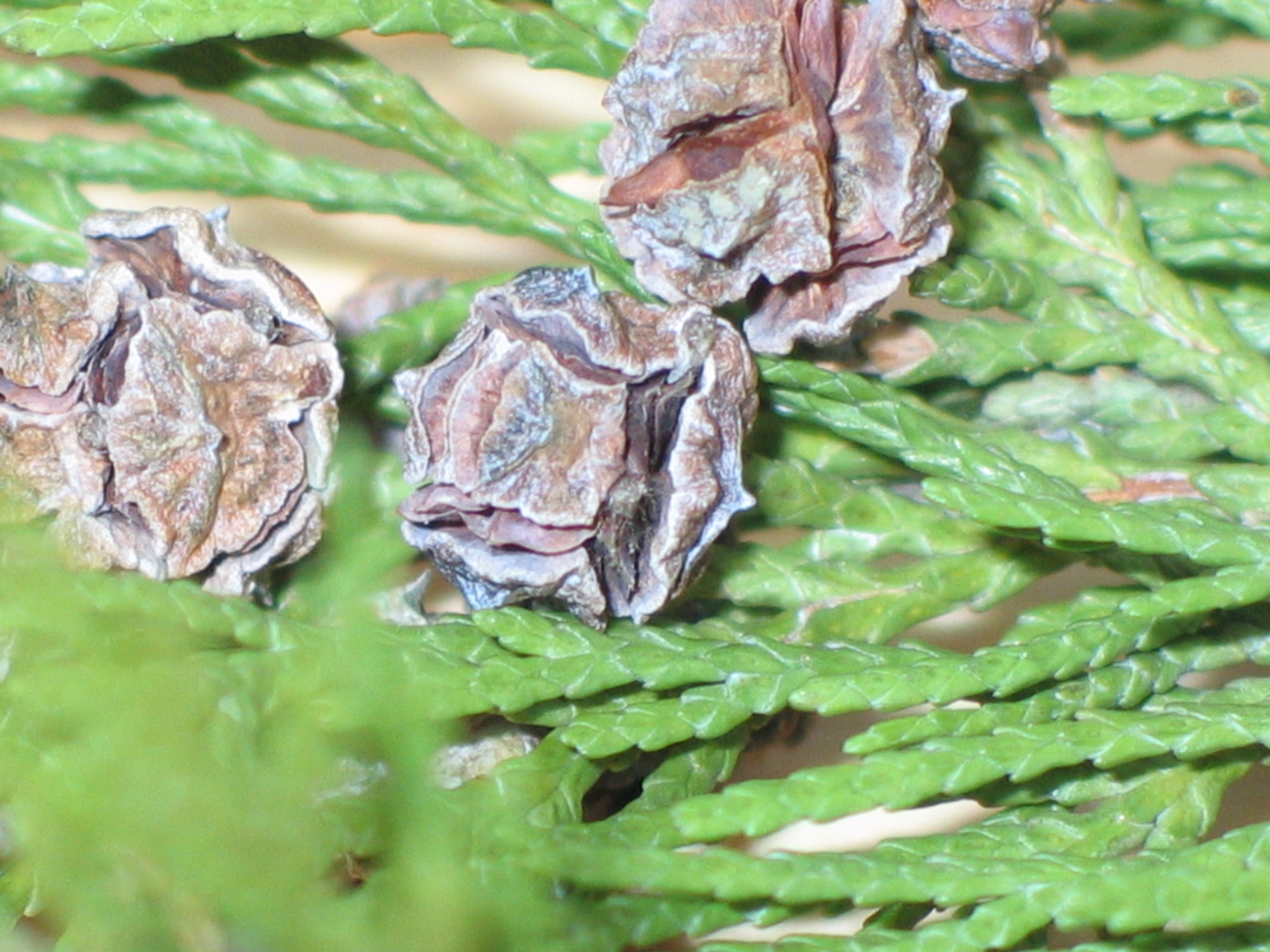
Zapfen einer Scheinzypresse

Obwohl der prinzipielle Bau stets gleich ist, unterscheiden sich die reifen Zapfen in Größe, Form, Schuppenanordnung, Vorhandensein und Größe der Deckschuppen so stark, dass sie oft eindeutig ihrer Baumart zugeordnet werden können und auf jeden Fall eine gute Bestimmungshilfe sind.
Die Deckschuppen können, wie bei der Kiefer, zur Reifezeit völlig zurückgebildet oder mit der Samenschuppe verwachsen sein, wie bei den meisten Zypressengewächsen (Cupressaceae). Ihre Schuppen schildförmig und klaffen im reifen Zapfen dauerhaft auseinander.
Oft bleiben die Deckschuppen klein und liegen eng an den Samenschuppen, so dass man sie am intakten Zapfen von außen nicht sieht, z. B. bei den Fichten (Picea) und bei unserer Europäischen Lärche (Larix decidua).

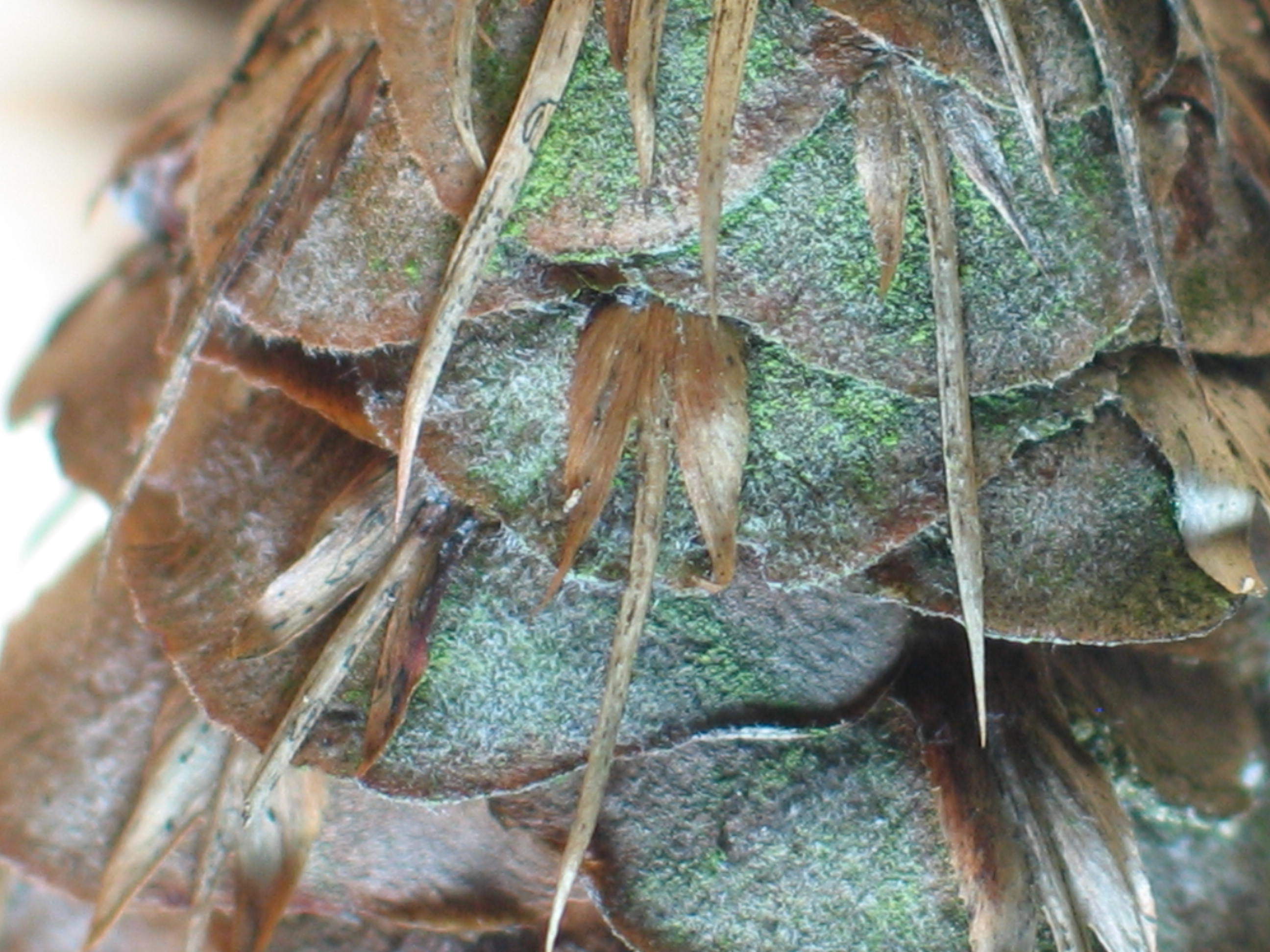
Douglasienzapfen, lange, spitze Deckschuppen zwischen den Samenschuppen

Bei manchen Arten sind die Deckschuppen so groß, dass sie zwischen den Samenschuppen herausragen, z. B. bei der Gattungen Douglasie (Pseudotsuga).
Tannen (Abies) und Zedern (Cedrus) werfen ihre Zapfen nicht ab, sondern die Schuppen lösen sich nach und nach von der Zapfenspindel. Dabei werden die Samen frei.
Beim Wacholder (Juniperus) werden einige Schuppen fleischig und es entsteht ein Beerenzapfen. Die Samenverbreitung erfolgt durch Vögel, die diese Früchte fressen und die Samen wieder ausscheiden.
Bei den zweihäusigen Eiben (Taxaceae) schließlich ist kein erkennbarer Zapfen vorhanden und je eine Samenanlage befindet sich am Ende eines winzig kleinen Seitenzweigs in einem knospenähnlichen Kurztrieb. Dieser hat sich mit größter Wahrscheinlichkeit aus einem Zapfen entwickelt, wie u. a. der etwas zapfenähnlichere Blütenstand der verwandten Kopfeiben (Cephalotaxaceae) nahelegt. Die männlichen Blüten befinden sich in zapfenartigen Blütenständen und haben bei der Gattung Taxus schildförmige Staubblätter mit 6–8 Staubbeuteln. Der relativ große Samen wird von einem bei unserer einheimischen Eibe (Taxus baccata) leuchtend rot gefärbten Arillus umhüllt, der von unten her als ringförmiger Wulst den Samen umwächst. Der Arillus ist als einziger Teil an der Eibe nicht giftig.